# Santa Cruz Barillas
Santa Cruz Barillas, Barillas – miasto w zachodniej Gwatemali, w departamencie Huehuetenango, około 140 km na północ od stolicy departamentu, miasta Huehuetenango, oraz około 70 km na wschód i na południe od granicy państwowej z meksykańskim stanem Chiapas. Miasto leży w górach Sierra Madre de Chiapas na wysokości 1473 m n.p.m.
Według danych szacunkowych w 2012 roku liczba ludności miasta wyniosła 24 517 mieszkańców.
W mieście funkcjonuje klub piłkarski Barillas FC.

## Gmina Barillas
Jest siedzibą władz gminy o tej samej nazwie, która w 2012 roku liczyła 140 331 mieszkańców (najliczebniejsza gmina w departamencie Huehuetenango). Gmina jak na warunki Gwatemali jest bardzo duża, a jej powierzchnia obejmuje 1112 km² i jest bardzo bogato ukształtowana. Tereny gminy jest wyniesiony nad poziom morza od 0 do ponad 1500 m.
Klimat gminy jest równikowy, według klasyfikacji Wladimira Köppena, należy do klimatów tropikalnych monsunowych, z wyraźną porą deszczową występującą od maja do października. Roczne opady wynoszą od 2 000 do 4000 milimetrów, a średnia roczna temperatura mieści się w przedziale od 24 do 30 °C, w zależności od wyniesienia nad poziom morza.
Głównymi uprawami w gminie są ryż, kauczuk, trzcina cukrowa, kakao, papryka, wanilia, kardamon, fasola, kukurydza oraz bardzo ważna na tym terenie kawa.